# Håkan Lindström (grafisk formgivare)
Håkan Lindström, född 1935, är en svensk grafisk formgivare. Han arbetade på Albert Bonniers förlag 1961–67. Därefter har han formgett allt ifrån årsredovisningar till böcker, till exempel för Nationalmuseum, Sverige. 1987 blev han professor på Konstfack i Stockholm. Vid sidan av sin formgivning har han arbetat som lärare bland annat på Grafiska institutet i Stockholm. Han har även varit aktiv i Stockholms Typografiska Gille i många år.
Bland de utmärkelser han fått genom åren kan nämnas Stiftelsen för de Grafiska Yrkenas Främjande branschpris 2001 och Karl-Erik Forsbergs Berlingpris 2002.

## Utmärkelser
- 2001 – Stiftelsen för de Grafiska Yrkenas Främjande branschpris
- 2002 – Berlingpriset